# (11868) Kleinrichert
(11868) Kleinrichert est un astéroïde de la ceinture principale.

## Description
(11868) Kleinrichert est un astéroïde de la ceinture principale. Il fut découvert le 2 octobre 1989 à McGraw-Hill par Richard Binzel. Il présente une orbite caractérisée par un demi-grand axe de 2,98 UA, une excentricité de 0,14 et une inclinaison de 9,2° par rapport à l'écliptique.

## Compléments